# Strumienna
Strumienna est une localité polonaise de la gmina et du powiat de Góra en voïvodie de Basse-Silésie.

## Démographie
En 2021, la population était de 111 habitants.